# Die Tagespost
Die Tagespost est un journal hebdomadaire allemand et catholique. Il est publié à Wurtzbourg aux éditions Johann Wilhelm Naumann.
Il est le seul journal catholique suprarégional en langue allemande.

## Caractéristiques
Le nom du journal signifie, littéralement, Poste quotidienne.
L'actuel rédacteur en chef est Guido Horst, depuis 2021.
Les journalistes les plus connus y ayant collaboré sont Klaus Berger et Guido Horst, ancien rédacteur en chef et correspondant à Rome. Le journal se réfère à l'Église et a une opinion conservatrice. L'orientation du journal se définit toujours par le slogan du fondateur, Johann Wilhelm Naumann: « Le catholique exige d'un journal catholique que celui-ci soit catholique ».

## Histoire
La première édition du journal paru en 1948, sous le nom Augsburger Tagespost. Son fondateur, Johann Wilhelm Naumann, était un des premiers à obtenir une licence de publication dans la zone d'occupation américaine. Il s'agissait du premier journal à orientation confessionnelle dans la zone d'occupation américaine, mais qui fit faillite trois ans plus tard. 
Sauvée par une imprimerie en 1951, la maison d'édition déménagea d'Augsbourg à Ratisbonne, où le journal parut désormais sous le nom de Deutsche Tagespost et se considérait comme un journal catholique suprarégional pour l'espace germanophone. Depuis 1955, Wurzbourg est le siège de la maison d'édition et le lieu de publication du journal. Par le déménagement, on espérait un essor de la portée du journal.

## Auteurs et rédacteurs
- Stephan Baier (Vienne)
- Klaus Berger (Heidelberg)
- Josef Bordat (Berlin)
- Georg Dietlein
- Regina Einig (Wurtzbourg)
- Michael F. Feldkamp
- José Garcia
- Rudolf Gehrig
- Hanna-Barbara Gerl-Falkovitz
- Guido Horst (Rome)
- Harm Klueting
- Kathrin Krips-Schmidt
- Andrea Krogmann (Jérusalem)
- Jürgen Liminski
- Martin Lohmann
- Maximilian Lutz
- Oliver Maksan (Wurtzbourg)
- Stefan Meetschen (Varsovie)
- Stefan Rehder (Wurtzbourg)
- Alexander Riebel (Wurtzbourg)
- Benedikt Vallendar
- Sebastian Sasse (Wurtzbourg)
- Sebastian Krockenberger